# 國民商業儲蓄銀行
香港國民商業儲蓄銀行開業於民國十年（1921）。
银行由馬應彪、湯信、王國璇、鄺明覺及先施公司聯合各股商所組成，初定資本二百萬，租賃德輔道中147號為行址，首屆董事為郭全、黎海山、馬應彪等等，正司理王國璇。自開業以來，營業日見發達，在民國13年將資本定資為500萬，並在廣州、上海、漢口、天津開設分行，各商埠及外國均設代理處，專營銀行一切業務兼發行紙幣。
民國24年9月，香港金融界因廣東銀行停業，引起恐慌，該行在香港與廣東亦受影響發生擠提，經董事局公告各存款戶即日起，準提存款五分一，以後十日再對付五分一，還召開緊急會議。因各董事未能墊支現款以資週轉，遂於16日公告停業，廣州、上海、漢口、天津四分行亦同時停業，同時清理內部和改選董事。於25年3月2日，總行及分行先後复业，資本仍定五百萬，實收418萬，仍由王國璇擔任總司理。
上海分行成立於民國12年4月，址設江西路348號，正司理唐寶書，副司理王保心，另有郭樂（上海永安公司）、陳炳謙、黃雪南三人兼任滬行紙幣監察。
太平洋戰爭爆發後，香港淪陷，總行一度停業，滬行曾被改為總行。抗戰勝利後，總行於民國34年9月在香港復業，滬行恢復為分行。解放後滬行因系官僚資本投資，由上海市軍管會傳金融處接管清理。